# Ladoffa dependens
Ladoffa dependens är en insektsart som beskrevs av Young 1977. Ladoffa dependens ingår i släktet Ladoffa och familjen dvärgstritar. Inga underarter finns listade i Catalogue of Life.